# Dick Annegarn
Dick Annegarn (La Haya, 6 de mayo de 1952) cantautor neerlandés en francés (a veces en inglés y neerlandés). Pasó su juventud en Bruselas y tras aprender a tocar la guitarra de forma autodidacta se fue a París, donde grabó su primer disco en 1973, por el que tuvo mucho éxito.
Procura evitar el mercado de la música y ha optado por el underground.

## Discografía

### Álbumes
- Sacré géranium (1974)
- Je te vois (1974)
- Mireille (1975)
- Anticyclone (1976)
- De ce spectacle ici sur terre (live, 1978)
- Ferraillages (live, 1980)
- Citoyen (1981)
- 140 BXL (live, 1984)
- Frère ? (1986)
- Ullegarra (1990)
- Chansons fleuves (1990)
- InéDick (1992)
- Approche-toi (1997)
- Adieu Verdure (1999)
- Au Cirque d'Hiver (live, 2000)
- Un' ombre (2002)
- Plouc (2005)
- Soleil du soir (2008)
- Folk Talk (2011)
- Vélo va (2014)
- Twist (2016)
- 12 Villes 12 Chansons (2018)

### 45 tours
- Va (1975)
- Lille CD promo (1998)
- Voleur de chevaux CD promo (1999)

### Recopilaciones
- Bruxelles (primeros 3 álbumes junto con parte de cuarto más las canciones Va y Les Gueux) (1996)
- Les Années nocturnes (Frère ?, Ullegarra y Chansons fleuves) (2007)

### Contribuciones
- Egmont and the FF Boom, con Daniel Schell (1978 ?)
- Route Manset (1996)
- Aux suivants, Homenaje a Jacques Brel (2003)
- Plutôt tôt Plutôt tard (2005, tôt ou tard)

### Tributo
- Le Grand Dîner o Tribute à Dick Annegarn (2006, tôt ou tard), en el cual Dick sí mismo contribuye